# Baron-sur-Odon
Baron-sur-Odon är en kommun i departementet Calvados i regionen Normandie i norra Frankrike. Kommunen ligger i kantonen Évrecy som ligger i arrondissementet Caen. År 2022 hade Baron-sur-Odon 1 104 invånare.

## Befolkningsutveckling
Antalet invånare i kommunen Baron-sur-Odon
Referens: INSEE